# 반분열국가법
반분열국가법은 중화인민공화국의 법률로 하나의 중국 원칙 재확인과 중화민국이 타이완 공화국으로 독립하는 것을 저지하려는 목적으로 하고 있다. 이 법은 2005년 3월 14일에 열린 제10기 전국인민대표대회 3차 회의에서 찬성 2,896표, 반대 0표, 기권 2표로 통과되어 제정되었다. 반국가분열법이라고 부르기도 한다.
이 법은 중화민국 내에서 발호하고 있는 타이완 공화국의 독립을 지지하는 세력에 비평화적 수단을 취할 수 있도록 규정하고 있다. 이 법은 10개 조항으로 구성되어 있는데, 10개 조항 가운데 대표적인 조항의 내용은 다음과 같다.
- 제6조: 중화인민공화국은 중화민국과 여행의 자유 상호 인정과 교육, 경제 협력, 과학 기술, 문화, 보건·의료 교류 촉진 및 범죄와의 전쟁 등 몇 가지 대책을 논의한다.
- 제7조: 중국의 평화적 통일은 상호 협의와 동등한 수준의 교섭을 통해 실현되어야 한다.
- 제8조: 중국 공산당은 중화민국의 독립을 지지하는 세력에 무력 수단을 취할 수 있다.

## 같이 보기
- 타이완 문제
- 하나의 중국